# Cấm các biểu tượng cộng sản

Những quốc gia nơi:
Tất cả biểu tượng cộng sản bị cấm
Một số biểu tượng cộng sản bị cấm
Biểu tượng cộng sản từng bị cấm

Biểu tượng Cộng sản đã bị một số quốc gia trên thế giới cấm, một phần hoặc toàn bộ. Là một phần của quá trình Giải trừ cộng sản rộng hơn, những lệnh cấm này hầu hết được đề xuất hoặc thực hiện ở các quốc gia thuộc Khối phía Đông trong Chiến tranh Lạnh, bao gồm một số Các quốc gia hậu Xô viết. Ở một số quốc gia, lệnh cấm còn mở rộng để cấm truyền bá Chủ nghĩa cộng sản dưới mọi hình thức, với các hình phạt khác nhau được áp dụng cho những người vi phạm. Mặc dù các lệnh cấm do các quốc gia này áp đặt trên danh nghĩa nhắm vào hệ tư tưởng cộng sản, chúng có thể đi kèm với tình cảm chống cánh tả phổ biến và do đó lệnh cấm  trên thực tế  đối với tất cả các triết lý cánh tả, chẳng hạn như Chủ nghĩa xã hội, trong khi không thông qua luật cấm họ một cách rõ ràng.

## Lệnh cấm chung

### Indonesia

Các tờ rơi và tài liệu tuyên truyền chống cộng, cáo buộc Đảng Cộng sản Indonesia đứng đằng sau Phong trào 30 tháng 9

"Chủ nghĩa Cộng sản / Chủ nghĩa Mác-Lênin" (thuật ngữ chính thức) đã bị cấm ở Indonesia sau hậu quả của âm mưu đảo chính 30 tháng 9 và vụ chính quyền Indonesia đàn áp những người cộng sản, bằng cách thông qua  TAP MPRS  số. 25/1966 tại Phiên họp chung của MPRS năm 1966 và Undang Undang không. 27/1999 năm 1999 (các bản ghi nhớ giải thích tương ứng trong đó giải thích rằng "[Chủ nghĩa Cộng sản / chủ nghĩa Mác-Lênin bao gồm] những nền tảng và chiến thuật đấu tranh được dạy bởi ... Stalin, Mao Trạch Đông, Et cetera ..."), vẫn còn hiệu lực. Luật pháp không tuyên bố rõ ràng lệnh cấm các biểu tượng của chủ nghĩa cộng sản, nhưng cảnh sát Indonesia thường xuyên sử dụng luật để bắt giữ những người trưng bày chúng. Một số người vi phạm là những người không biết gì về các biểu tượng của chủ nghĩa cộng sản, trong những trường hợp đó chính quyền thường trả tự do cho họ chỉ với hình phạt nhẹ hoặc phạt tiền nhỏ. Việc trưng bày những biểu tượng như vậy nhằm mục đích tuyên truyền lý tưởng "Cộng sản / Chủ nghĩa Mác-Lênin" bị coi là tội phản quốc và có thể bị phạt tù lên tới 20 năm.
Các biểu tượng Xã hội chủ nghĩa và cánh tả, mặc dù không bị luật pháp chính thức cấm (vì bản thân chủ nghĩa xã hội dân chủ vẫn được chấp nhận ở trong nước) vẫn bị chính phủ Indonesia lên án rộng rãi và bị coi là có hành vi chặt chẽ. liên quan đến chủ nghĩa cộng sản. Những biểu tượng như vậy bao gồm Sao đỏ, cờ đỏ, Huy hiệu học xã hội chủ nghĩa và các bài quốc ca hoặc khẩu hiệu như Quốc tế ca và " Vô sản toàn thế giới, đoàn kết lại!". Mặc dù vậy, Quốc tế ca vẫn được sử dụng trong Ngày Quốc tế Lao động.
Ngoài ra, kể từ khi Chế độ Trật tự Mới lên nắm quyền vào năm 1967, búa liềm đã bị kỳ thị cao trong nước, tương tự như kỳ thị xung quanh biểu tượng của Đức Quốc xã ở thế giới phương Tây và Húc Nhật Kỳ ở Hàn Quốc. Do đó, việc trưng bày biểu tượng ở nơi công cộng, ngay cả khi không có bất kỳ mục đích chính trị nào, vẫn bị coi là rất xúc phạm, đặc biệt là đối với Người theo đạo Hồi và Hồi giáo chính trị.
Vào tháng 4 năm 2017, cảnh sát Indonesia đã bắt giữ một khách du lịch Malaysia tại một khách sạn ở Mataram vì mặc áo phông có hình biểu tượng búa liềm. Khách du lịch không biết rằng các biểu tượng cộng sản bị cấm ở Indonesia. Cảnh sát đã thu giữ chiếc áo phông và thả du khách sau khi cảnh cáo anh ta. Vào tháng 5 năm 2018, một khách du lịch Nga cũng bị cảnh sát giam giữ ở Bali vì trưng bày Biểu ngữ chiến thắng của Liên Xô, trong đó cũng có biểu tượng.

### Ukraina
Vào tháng 4 năm 2015, Verkhovna Rada đã thông qua luật cấm các biểu tượng cộng sản và Đức Quốc xã, sau Cách mạng Nhân phẩm và bắt đầu xung đột với Nga trong năm 2014. Trước đó, vào năm 2012, thành phố Lviv ở Tây Ukraina đã cấm trưng bày công khai các biểu tượng cộng sản. Vào ngày 17 tháng 12 năm 2015, tất cả các đảng cộng sản chính thức bị cấm ở Ukraine. Hát hoặc chơi bài quốc ca trước đây của Liên Xô, bất kỳ bài quốc ca nào trước đây của các nước cộng hòa thuộc Liên Xô, hoặc Quốc tế ca đều bị phạt tù lên tới 5 năm. Vào tháng 7 năm 2019, Tòa án Hiến pháp đã giữ nguyên luật, coi chủ nghĩa cộng sản là chủ nghĩa Quốc xã.

## Cấm một số biểu tượng nhất định

### Gruzia
Tại Gruzia việc sử dụng các biểu tượng thời Xô Viết trên các tòa nhà chính phủ đều bị cấm, cũng như việc trưng bày chúng ở không gian công cộng, mặc dù luật này hiếm khi được chính quyền thực thi. Lệnh cấm các biểu tượng cộng sản lần đầu tiên được đề xuất vào năm 2010, nhưng nó không xác định được các biện pháp trừng phạt áp dụng. Năm 2014, đã có đề xuất sửa đổi lệnh cấm để đưa ra các thông số rõ ràng hơn.

### Đức
Cờ của Cộng hòa Dân chủ Đức (Đông Đức) đã bị đặt ngoài vòng pháp luật vì là biểu tượng vi hiến và tội phạm ở Tây Đức và Tây Berlin, nơi nó tồn tại được gọi là Spalterflagge (cờ ly khai) cho đến cuối những năm 1960, khi lệnh cấm được dỡ bỏ. Cờ và biểu tượng của Đảng Cộng sản Đức (KPD) không còn tồn tại vẫn bị cấm ở quốc gia này theo phần 86a của bộ luật hình sự Đức, trong khi búa liềm được coi là biểu tượng phổ quát và được sử dụng hợp pháp bởi Đảng Cộng sản Đức (DKP) đương thời cũng như nhiều tổ chức và phương tiện truyền thông khác.

### Latvia
Ở Latvia, nhận thức về Liên Xô rất tiêu cực do Liên Xô chiếm đóng các quốc gia vùng Baltic. Vào tháng 6 năm 2013, quốc hội Latvia đã thông qua lệnh cấm trưng bày các biểu tượng của Liên Xô và Đức Quốc xã tại tất cả các sự kiện công cộng. Lệnh cấm liên quan đến cờ, quốc ca, đồng phục và búa liềm của Liên Xô.

### Lituania
Lithuania, tương tự như Latvia, đã cấm các biểu tượng của Liên Xô và Đức Quốc xã vào năm 2008 (Điều 18818 của Bộ luật Vi phạm Hành chính) với lý do đe dọa phạt tiền. Các hoạt động sưu tầm, buôn bán đồ cổ và giáo dục được miễn lệnh cấm. Điều 5 của Luật Hội họp nghiêm cấm các cuộc họp có hình ảnh của Đức Quốc xã và Liên Xô.

### Hàn Quốc
Tương tự như lệnh cấm của Tây Đức đối với quốc kỳ Đông Đức, Quốc kỳ của Bắc Triều Tiên và cờ của Đảng Lao động Triều Tiên bị cấm ở Hàn Quốc vì vi hiến biểu tượng mặc dù vẫn tồn tại một số ngoại lệ.

## Lệnh cấm không còn hiệu lực

### Hungary
Hungary có luật (Điều 269/B Bộ luật Hình sự (2000)) cấm sử dụng các biểu tượng của chế độ độc tài phát xít và cộng sản. Cùng năm đó, Tòa án Hiến pháp đã giữ nguyên luật khi nó bị phản đối, tuyên bố rằng việc hạn chế liên quan đến quyền tự do ngôn luận là chính đáng. Vào tháng 7 năm 2008, Tòa án Nhân quyền Châu Âu đã xem xét đơn kiện Attila Vajnai, người bị buộc tội nhẹ vì sử dụng Sao đỏ và tuyên bố luật pháp Hungary vi phạm quyền tự do ngôn luận. Tòa án đã công nhận những vi phạm trắng trợn của chế độ Đức Quốc xã và cộng sản; tuy nhiên, nó lưu ý rằng Hungary hiện đại là một nền dân chủ ổn định với khả năng xảy ra chế độ độc tài là không đáng kể, do đó, những hạn chế đối với quyền tự do ngôn luận không có lý do chính đáng ở quốc gia này dưới hình thức "nhu cầu xã hội rõ ràng, cấp bách và cụ thể". Cuối cùng, luật này đã bị Tòa án Hiến pháp bãi bỏ vào năm 2013 với lý do thiếu định nghĩa chính xác và Tòa án Nhân quyền Châu Âu. Vào tháng 3 năm 2017, Thủ tướng Viktor Orbán đã đưa ra dự thảo luật cấm hàng hóa có "biểu tượng toàn trị", bao gồm các biểu tượng như hình chữ vạn của Đức Quốc xã hoặc ngôi sao đỏ năm cánh của cộng sản. Điều này bao gồm ngôi sao đỏ trên logo của công ty sản xuất bia Hà Lan Heineken, công ty tuyên bố không có nguồn gốc cộng sản hoặc hàm ý chính trị và công ty sẽ bảo vệ giống như tất cả các nhãn hiệu khác.

### Moldova
Năm 2009, lệnh cấm như vậy đã được đề xuất tại Moldova bởi nghị sĩ Oleg Serebrian, và luật này có hiệu lực vào năm 2012. Tòa án Hiến pháp Moldova nhận thấy đạo luật này vi hiến và hủy bỏ nó vào năm 2013.

### Ba Lan
Năm 2009, Ba Lan đã sửa đổi Điều 256 trong hiến pháp của mình, cấm trưng bày "các biểu tượng phát xít, cộng sản và các biểu tượng toàn trị khác" trừ khi chúng được sử dụng "như một phần của hoạt động nghệ thuật, giáo dục, sưu tập hoặc học thuật." Vào ngày 19 tháng 7 năm 2011, Tòa án Hiến pháp Ba Lan nhận thấy việc sửa đổi có phần vi hiến vì nó hạn chế quyền tự do ngôn luận. Vào tháng 6 năm 2017, Ba Lan đã cập nhật luật "Phi cộng sản hóa" để bao gồm các tượng đài tuyên truyền của Liên Xô, gây ra phản ứng tiêu cực từ chính phủ Nga. Trong khi việc "quảng bá tư tưởng cộng sản" vẫn là bất hợp pháp ở Ba Lan, việc trưng bày các biểu tượng cộng sản không còn bị cấm rõ ràng nữa.

### Đài Loan
Chính phủ Kuomintang ở Đài Loan đã đặt Lá cờ của Cộng hòa Nhân dân Trung Hoa vào vòng pháp luật vào năm 1952, theo Các điều khoản tạm thời chống lại cuộc nổi dậy của Cộng sản trong hiến pháp của đất nước. Các điều khoản tạm thời đã bị bãi bỏ vào năm 1991, nhưng lệnh cấm chung đối với hệ tư tưởng và biểu tượng cộng sản trong Luật An ninh Quốc gia của Trung Hoa Dân Quốc, ban hành năm 1976, thì không bãi bỏ cho đến năm 2011.
Vào cuối năm 2020, một nhà lập pháp của Đảng Dân chủ Tiến bộ đã đề xuất sửa đổi Luật An ninh Quốc gia nhằm cấm trưng bày công khai lá cờ của Cộng hòa Nhân dân Trung Hoa. Tuy nhiên,tính đến  năm 2022, không có đạo luật nào như vậy được thông qua.

### Hoa Kỳ
Ở Mỹ thì lần đầu thì một số biểu tượng liên quan đến Lenin sau Cách mạng Tháng Mười ngay lập tức chỉ bị cấm hoặc hạn chế kể từ tháng 12 năm 1917 tại Washington, tuy nhiên trong Nỗi sợ hãi đỏ năm 1919–20 ở Hoa Kỳ, nhiều tiểu bang đã thông qua luật cấm hiển thị Cờ đỏ, bao gồm Minnesota, Nam Dakota, Oklahoma, và California. Trong Vụ Stromberg kiện California 1931, Tòa án tối cao Hoa Kỳ cho rằng những luật như vậy là vi hiến.

## Đề xuất luật chống cộng

### Albania
Viện Tội phạm Cộng sản (ICC) của Albania đề xuất lệnh cấm phim thời cộng sản, gây ra phản ứng thù địch từ công chúng.

### Brasil
Vào năm 2016, Eduardo Bolsonaro, phó liên bang của São Paulo và là con trai của phó tổng thống tương lai Jair Bolsonaro, đã đề xuất một dự luật hình sự hóa việc thúc đẩy chủ nghĩa cộng sản. Dự thảo đề xuất rằng những người phạm tội sẽ bị phạt tù từ hai đến năm năm và phạt tiền nếu họ sản xuất, thương mại hóa, phân phối hoặc truyền tải các biểu tượng hoặc tuyên truyền sử dụng búa liềm hoặc bất kỳ phương tiện phổ biến nào khác có lợi cho chủ nghĩa cộng sản. Tính đến  năm tháng 12 năm 2022, dự luật được đưa vào Ủy ban Hiến pháp và Tư pháp của Hạ viện Brazil.

### Bulgaria
Tại Bulgaria, các nhà lập pháp đã bỏ phiếu trong lần đọc đầu tiên một dự luật được đề xuất vào ngày 24 tháng 11 năm 2016 nhằm quy định việc trưng bày công khai các biểu tượng cộng sản là bất hợp pháp. Đạo luật, được gọi là "Bản chất tội phạm của chế độ Cộng sản", yêu cầu các biển hiệu và đồ vật được tạo ra dưới thời chế độ cộng sản nhằm tôn vinh đảng cộng sản cũ và các nhà lãnh đạo của đảng này phải bị dỡ bỏ khỏi những nơi công cộng. Tuy nhiên, đề xuất này chưa bao giờ được xem xét lần thứ hai, chưa bao giờ được ký bởi Tổng thống Bulgaria cũng như không được công bố trên State Gazette của Bulgaria và do đó không bao giờ trở thành luật. Cả phiên họp quốc hội và cuộc triệu tập trong đó luật được đề xuất sau đó đều kết thúc, do đó khiến đề xuất này trở nên vô hiệu.

### Croatia
Tính đến năm 2017, việc sử dụng các biểu tượng phát xít và cộng sản đang được xem xét ở Croatia. Một trong những cuộc thảo luận tập trung vào việc cấm Sao đỏ – biểu tượng của Đảng phái Nam Tư, những người đã lãnh đạo cuộc kháng chiến Chống phát xít trong Chiến tranh thế giới thứ hai – cũng như cờ của CHLBXHCN Nam Tư và biểu tượng của Quân đội Nhân dân Nam Tư.

### Séc
Năm 1991, tại Tiệp Khắc bộ luật hình sự đã được sửa đổi với w § 260 cấm tuyên truyền các phong trào hạn chế nhân quyền và tự do, viện dẫn chủ nghĩa Quốc xã và chủ nghĩa cộng sản. Sau đó, những đề cập cụ thể về những điều này đã bị xóa với lý do chúng thiếu định nghĩa pháp lý rõ ràng. Tuy nhiên, bản thân luật đã được công nhận là hợp hiến. Tuy nhiên, vào năm 2005, đã có một kiến nghị ở Séc cấm quảng bá chủ nghĩa cộng sản và vào năm 2007, đã có đề xuất sửa đổi luật để cấm các biểu tượng cộng sản. Cả hai lần thử đều thất bại.

### Estonia
Vào đầu năm 2007, Riigikogu đang tiến hành một dự thảo luật sửa đổi Bộ luật Hình sự để quy định việc sử dụng công khai các biểu tượng của Liên Xô và Đức Quốc xã sẽ bị trừng phạt nếu sử dụng theo cách gây rối trật tự công cộng hoặc kích động hận thù. Dự luật không có hiệu lực vì nó chỉ được thông qua trong lần đọc đầu tiên ở Riigikogu.

### Liên minh Châu Âu
Vào tháng 1 năm 2005, Vytautas Landsbergis, được ủng hộ bởi các Thành viên khác của Nghị viện Châu Âu, chẳng hạn như József Szájer từ Hungary, đã kêu gọi lệnh cấm các biểu tượng cộng sản ở EU, ngoài biểu tượng của Đức Quốc xã.
Vào tháng 2 năm 2005, Ủy ban châu Âu bác bỏ lời kêu gọi mở rộng lệnh cấm trên toàn châu Âu đối với các biểu tượng của Đức Quốc xã để bao gồm cả các biểu tượng cộng sản trên cơ sở rằng việc giải quyết vấn đề này trong các quy tắc nhằm chống lại sự phản đối là không phù hợp. phân biệt chủng tộc. Tuy nhiên, sự từ chối này không loại trừ các quốc gia thành viên riêng lẻ có luật riêng về mặt này.
Vào tháng 12 năm 2010, Ủy ban Châu Âu đã công bố một báo cáo có tựa đề "Ký ức về tội ác của các chế độ toàn trị ở Châu Âu" gửi tới Nghị viện Châu Âu và Hội đồng Liên minh châu Âu, trong đó đề cập đến việc cấm các biểu tượng cộng sản bởi một số Quốc gia Thành viên (Cộng hòa Séc, Ba Lan, Hungary và Litva) và kết luận rằng "Liên minh Châu Âu có vai trò, trong phạm vi quyền hạn của mình trong lĩnh vực này, để đóng góp vào các quá trình mà các Quốc gia Thành viên tham gia nhằm đối mặt với cho đến di sản của tội ác toàn trị".
Vào tháng 9 năm 2019, Nghị viện Châu Âu đã thông qua một kiến nghị chung về "Nghị quyết về tầm quan trọng của sự tưởng nhớ của Châu Âu đối với tương lai của Châu Âu" với 535 phiếu ủng hộ, 66 phiếu chống và 52 phiếu trắng. Cụ thể, tại điểm 17 và 18 của nghị quyết "bày tỏ mối quan ngại về việc tiếp tục sử dụng các biểu tượng thuộc hệ thống toàn trị trong phạm vi công cộng và cho mục đích thương mại", cũng như lưu ý "sự tồn tại liên tục của các di tích trong không gian công cộng ở một số Quốc gia Thành viên". và các đài tưởng niệm (công viên, quảng trường, đường phố, v.v.) tôn vinh các chế độ toàn trị, mở đường cho việc bóp méo sự thật lịch sử về hậu quả của Chiến tranh thế giới thứ hai và cho việc truyền bá hệ thống chính trị toàn trị".

### Romania
Luật 51/1991, (điều 3. h) về An ninh Quốc gia Romania coi những điều sau đây là mối đe dọa đối với an ninh quốc gia: "việc khởi xướng, tổ chức, thực hiện hoặc hỗ trợ dưới bất kỳ hình thức nào các hành động toàn trị hoặc cực đoan của một người cộng sản, phát xít, người bảo vệ sắt, hoặc bất kỳ nguồn gốc nào khác, của các hành động chủng tộc, bài Do Thái, chủ nghĩa xét lại, ly khai có thể gây nguy hiểm dưới bất kỳ hình thức nào cho sự thống nhất và toàn vẹn lãnh thổ của Romania, cũng như xúi giục thực hiện các hành động có thể gây nguy hiểm trật tự nhà nước được quản lý bởi pháp luật". Tuy nhiên, các biểu tượng không được đề cập cụ thể trong luật.